# Dropout Kings
Dropout Kings es una banda estadounidense de rap metal formada en Phoenix, Arizona en 2016. Actualmente tienen contrato con Suburban Noize Records. 
La banda han lanzado dos álbumes de estudio: Audiodope (2018) y Riot Music (2023), y un EP: GlitchGang (2021).

## Historia
Dropout Kings fue fundado por Adam Ramey tras la separación de su anterior banda, The Bad Chapter, en 2015. Para mantenerse activo musicalmente, contactó con el rapero Eddie Wellz para hacer una versión de "Lying from You" de Linkin Park tras ver un video de Wellz actuando en YouTube. Debido a la buena acogida, Ramey contactó con antiguos miembros de The Bad Chapter: Trevor Norgren, posteriormente Staig Flynn, Rob Sebastian y su excompañero Chucky Guzman de We The Collectors, para formar una nueva banda llamada Phoenix Down, que para 2017 cambió su nombre a Dropout Kings.
El 6 de abril de 2018, se anunció que Dropout Kings firmó con Napalm Records, y la banda lanzó el video musical de "NVM", su primer sencillo de su álbum debut "AudioDope" ese mismo día. El 8 de junio de 2018, la banda lanzó el video musical de "Scratch & Claw", el segundo sencillo de AudioDope. AudioDope se lanzó el 10 de agosto de 2018. Alcanzó dos puestos en las listas de éxitos de Estados Unidos: el 52 en la lista de álbumes de nuevos artistas y el 112 en la lista de álbumes actuales independientes de sellos discográficos.
En julio y agosto de 2018, la banda realizó una gira por Estados Unidos y Canadá con Otep. Durante la gira de Otep, la banda anunció que Dez Fafara, vocalista principal de DevilDriver y Coal Chamber, sería su representante.
El 6 de abril de 2021, se anunció que Dropout Kings había firmado con Suburban Noize Records.
El 6 de junio de 2023, Chucky se separó de la banda y Rob se pasó a la guitarra, convirtiendo la banda en un cuarteto permanente.
El vocalista y miembro fundador, Adam Ramey, se suicidó el 19 de mayo de 2025.

## Miembros
| Miembros actuales - Eddie "Black Cat Bill" Wellz - rap vocal (2016-presente) - Rob Sebastian - guitarra (2023-presente), bajo (2017-presente) - Jeremy Garcia - batería (2025-presente) | Miembros anteriores - Joe Lana Jr. - batería (2021-2024) - Staig Flynn - guitarras (2017-2023) - Chucky Guzman - guitarras (2016-2023) - Trevor Norgren - batería (2016-2021) - Tre Scott - guitarra, bajo (2016-2017) - Charlie Mumbles - tocadiscos, programación (2016-2017) - Adam Ramey - voz principal (2016-2025; fallecido en 2025) |

Linea del tiempo

## Discografía

### Álbumes de estudio
- AudioDope (2018)[10]
- Riot Music (2023)[11]

### EPs
- GlitchGang (2020 Stay Sick Recordings, reeditado en 2021 en Suburban Noize Records)[12]

### Sencillos
- "Street Sharks" (2016; as Phoenix Down)
- "NVM" (2018)
- "Scratch & Claw" (2018)
- "Going Rogue" con Landon Tewers de The Plot in You (2018)
- "GlitchGang" (2020)
- "I Ain't Depressed" con Hacktivist (2020)
- "Virus" con Shayley Bourget (2021) – No. 33 Mainstream Rock Songs[13]

### Videos musicales
- "Street Sharks" (2016; como Phoenix Down)
- "NVM" (2018)[14]
- "Scratch & Claw" (2018)[15]
- "Going Rogue" (2018)[16]
- "Bad Day" (2019)[17]
- "Something Awful" (2019)[18]
- "GlitchGang" (2020)
- "Virus" (2020)
- "I Ain't Depressed" (2020)
- "PitUp" (2021)
- "Hey Uh" (2022)[19]